# Brochis
Brochis är ett släkte fiskar i familjen pansarmalar som förekommer i Sydamerika. De blir som vuxna mellan 6,0 och 8,8 centimeter långa, beroende på art.

## Systematik

### Aktuella arter
Släktet Brochis omfattar numera endast en art, som också förekommer som akvariefisk:
- Brochis multiradiatus (Orcés V., 1960) – gristrynsbrochis, även kallad långfenad brochis – förekommer i Ecuador och Peru[2]

### Tidigare arter
Släktet omfattade tidigare ett par andra arter, som dock sedan 2013 är införda i släktet Corydoras:
- Brochis britskii – numera Corydoras britskii, jättepansarmal[3]
- Brochis coeruleus, Brochis dipterus och Brochis splendens – numera Corydoras splendens, grön pansarmal[4]